# Meyerius maritimus
Meyerius maritimus är en spindeldjursart som först beskrevs av van der Merwe 1968.  Meyerius maritimus ingår i släktet Meyerius och familjen Phytoseiidae. Inga underarter finns listade i Catalogue of Life.